# Fillmore East
Le Fillmore East (Fillmore Est en français) était une salle de concert (1968-1971) gérée par Bill Graham, dans le quartier de East Village à New York.

## Historique

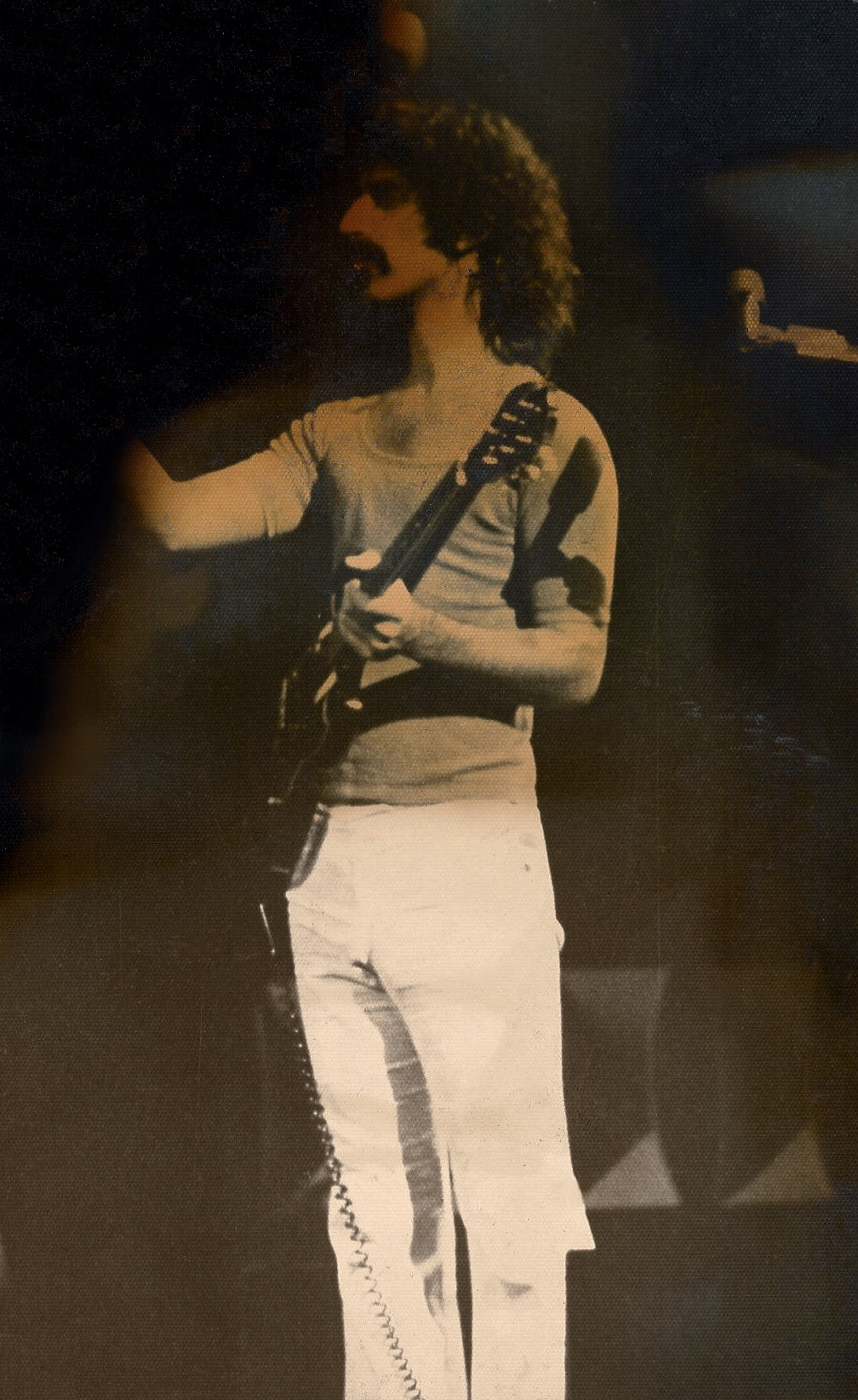
Frank Zappa au Fillmore East, le 5 juin 1971 pendant l'enregistrement de Fillmore East: June 1971.

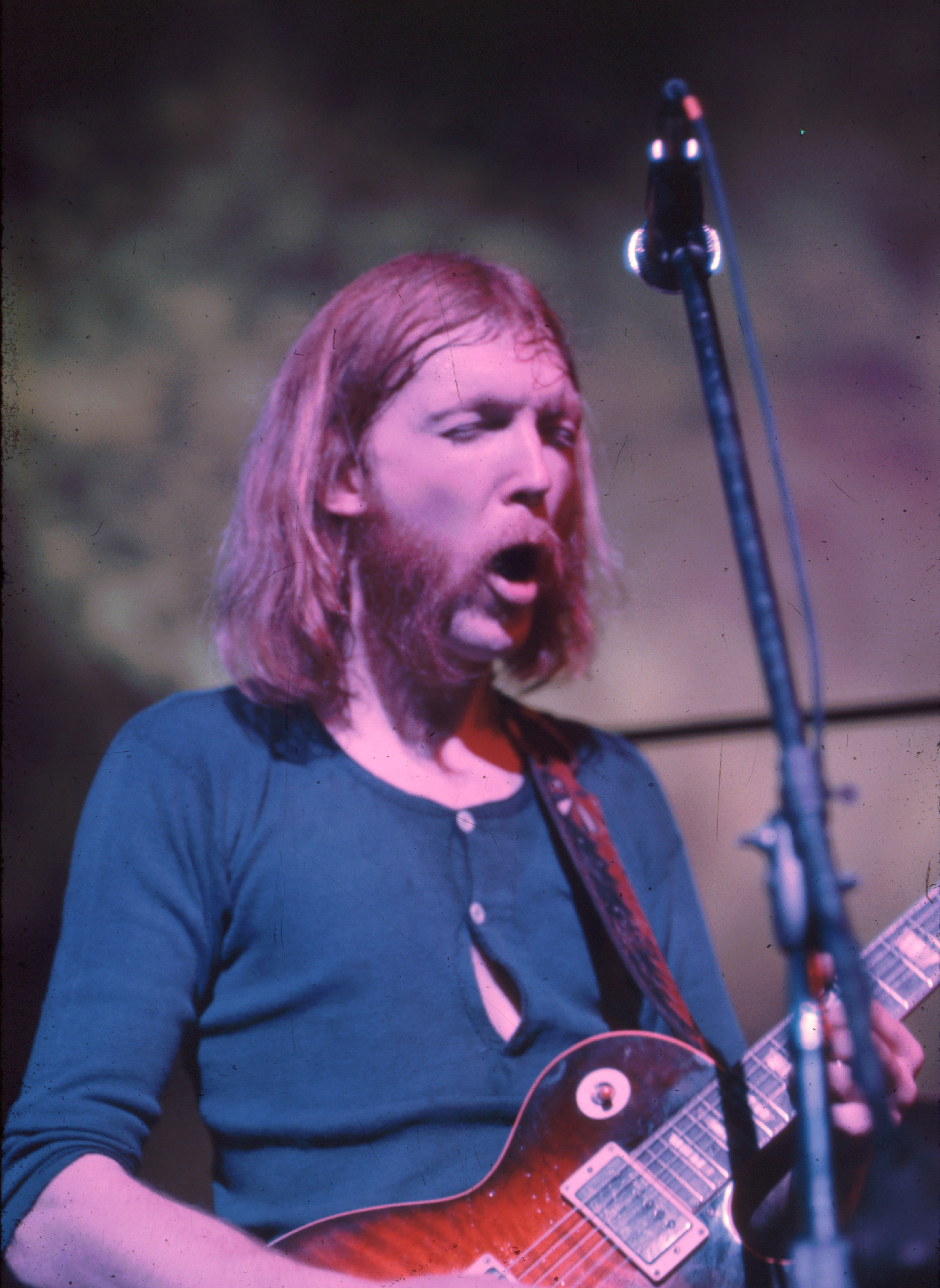
Duane Allman au Fillmore East, le 6 juin 1971.

Située sur la Deuxième Avenue, au niveau de la Sixième Rue, ce lieu apporte à Graham l'équivalent du Fillmore West de San Francisco, sur la côte Est des États-Unis. Ouvert le 8 mars 1968, le Fillmore East devient un haut lieu du rock, avec, plusieurs fois par semaine, deux concerts par jour. Précédemment connu sous un autre nom (en anglais Village Theater), ce lieu avait été réputé pour son théâtre yiddish ; il avait aussi servi de cinéma, tombé en ruines avant son rachat par Graham. La salle avait une capacité de 3664 places.
Bill Graham programme les artistes dans les deux endroits. Parmi les nombreux groupes y ayant joué, il y eut Grateful Dead, The Doors, The Who, Quicksilver Messenger Service, The Allman Brothers Band, Ten Years After, Derek and the Dominos, Jimi Hendrix, Country Joe and the Fish, Big Brother and the Holding Company, Mountain, Lonnie Mack, Humble Pie, Led Zeppelin, Neil Young et son Crazy Horse, Pink Floyd, Procol Harum, John Mayall, The Byrds, Jefferson Airplane, Frank Zappa, Miles Davis, Iron Butterfly , Raven (groupe américain) etc. Il n'était pas inhabituel qu'un groupe se produise quatre fois de suite, pendant deux jours, entre le vendredi et le samedi : jusqu'au début de l'année 1971, la plupart des groupes étaient engagés pour deux concerts par jour.
Le Allman Brothers Band a joué tellement de fois au Fillmore East qu'on l'appelle parfois le « groupe de chez Bill Graham », en anglais « Bill Graham's House Band ». Avec le Allman Brothers Band, Jefferson Airplane y a joué six fois, et Taj Mahal huit fois.
Plusieurs albums live ont été enregistrés au Fillmore East, dont At Fillmore East du Allman Brothers Band. Jimi Hendrix y a aussi enregistré un album, avec le Band of Gypsys, au moment du réveillon du nouvel an 1970. The Turning Point de John Mayall est également un concert au Fillmore East. Grateful Dead a publié un disque de quatre CD enregistré lors des cinq soirées du groupe en avril 1971, justement appelé Ladies and Gentlemen... The Grateful Dead: Fillmore East — April 1971. Miles Davis y a aussi signé un album célèbre, Live at the Fillmore East, le 7 mars 1970, lors d'un concert.
Peu avant la fermeture de la salle, Frank Zappa et les Mothers enregistrent, en juin 1971, Fillmore East: June 1971, avec Howard Kaylan et Mark Volman, les chanteurs des Turtles. À la fin du morceau Happy Together, un hit des Turtles, Frank Zappa a dit :
« Je sais que dans un sens c'est triste que Bill Graham ferme le Fillmore, mais je suis sûr que c'est pour faire quelque chose de mieux. (...) Bonne nuit à tous. »
À cause entre autres de la croissance exponentielle de l'industrie du concert, Graham ferme le Fillmore East, et un dernier concert est donné le 27 juin 1971, avec The Allman Brothers Band, The J. Geils Band, Albert King, et des invités spéciaux (White Trash, Mountain, The Beach Boys et Country Joe McDonald). Les places sont réservées à certaines personnalités. Le concert est par contre retransmis par WNEW-FM, une station de radio new-yorkaise. Un autre enregistrement du Allman Brothers Band est fixé sur le second CD de l'édition « Deluxe » de l'album Eat a Peach.
Les jeux de lumière de Joshua White (en anglais The Joshua Light Show) font partie intégrante de beaucoup de concerts.
En 1980, le site du Fillmore East sur la Deuxième Avenue devient un club privé gay appelé The Saint. Depuis 2007, le building est partagé entre une banque et un complexe d'appartements.
Live Nation a ressorti le nom de Fillmore des oubliettes en ouvrant The Fillmore New York at Irving Plaza sur Irving Place le 11 avril 2007. Lily Allen a été la première à se produire sur cette scène.